# 馬約里夫卡 (諾維布格區)
47°34′55″N 32°19′20″E / 47.58194°N 32.32222°E
馬約里夫卡（烏克蘭語：Майорівка），是烏克蘭南部的村莊，隸屬尼古拉耶夫州的巴什坦卡區。該村面積0.64平方公里，海拔高度30米，2001年人口360，人口密度每平方公里562.5人。